# アクシデント・カップル
『アクシデント・カップル』（原題:그저 바라보다가）は、韓国KBSにて2009年4月29日から同年6月18日まで放送されたテレビドラマ。全16話。原題は「ただ見守っていて」の意。韓国国内では最初の文字を取ってクバボ（그바보）（そのバカ）とも呼ばれている。

## 概要
KBS水木ドラマの一作品。チョン・ジニョン、キム・ウィチャンの2名が脚本を、キ・ミンスが演出、そしてキム・ドンネおよび番組制作会社の来夢来人（ネモンレイン）が制作を担当した。当初はSix Month（シックス・マンス）という英題が用いられていたが、放送開始直前の2009年4月に現在のタイトルに改められた。
郵便局員の男性と彼のあこがれの的である人気女優とがひょんなことから偽装結婚をすることになるが、最後には本当の愛を知り正式に結婚をするまでを描いている。主人公ク・ドンベク役を演じたファン・ジョンミンはすでに2005年公開の主演映画『ユア・マイ・サンシャイン』で青龍映画賞の主演男優賞を受賞している俳優だったがテレビドラマでは本作がデビュー作であり、ヒロインハン・ジス役を演じたキム・アジュンにとっては3年ぶりのテレビドラマ出演作となった。

## 評価
「文句なしの秀作」とされ、特にファン・ジョンミンの演技は視聴者から高く評価され、最高視聴率で15パーセントを記録したが、同時間帯に他局で放送されていた『シティーホール』に視聴率で勝る事はできなかった。しかし放送局のKBSに延長希望が殺到し、一時期シーズン2の制作が予定されていると発表される事態となった。
キム・アジュンはこの作品により2009年度KBS演技大賞優秀演技賞（女優/ミニシリーズ部門）を受賞した。

## あらすじ
国民的人気女優のハン・ジスは政治家の息子であるキム・ガンモの恋人だった。しかしガンモの父・キム議員がソウル市長選挙に出馬するに当たって、マスコミ界の重鎮チェ会長の娘スヨンとガンモの政略結婚が必須となり、ジスとガンモの関係は許されざる恋になってしまう。
キム議員が裁判官時代に不正により実兄を有罪にしたことに恨みを持つペク記者は、キム議員の市長就任を阻止すべく、ジスとガンモの恋人関係をスクープしようとしていた。
恋愛経験ゼロの冴えない郵便局員のク・ドンベクは、妹から映画祭のチケット2枚を貰い、郵便局のアイドル的存在だったキョンエを誘うが無視されて、一人で映画祭に行く。
映画祭が終わった後にジスとガンモは逢瀬を楽しむ予定だったが、ペク記者に尾行され、振り切るために無理な運転をして自動車事故を起こしてしまう。そこにたまたま居合わせたドンベクはガンモの身代わりになるように頼まれて、ジスのサイン9枚で代役を引き受けることになった。
安すぎる報酬に不安を覚えたジスは、後日マネジャーのヨンギョンを通してドンベクにお金を渡そうとするが、ドンベクは拒否する。人間関係は取引ではないと。
さらに、まだペク記者が嗅ぎ回っていることに気づいたジスとガンモは、ドンベクとの偽装交際を思いつき、彼に協力を依頼する。郵便局員とトップ女優の交際に世間は沸くが、それに疑いを持ったペク記者は、ドンベクとヨンギョンの電話を録音し、それをチェ会長に聞かせて、ジスとドンベクの関係は偽装だと訴える。
危機感を覚えたキム議員は、ジスとドンベクが結婚してチェ会長の疑いを晴らすようにガンモとジスに命令する。ジスはドンベクに、録音されたのはドンべクにも責任があるから、無条件で結婚するようにと告げ、二人は選挙が終わるまでの半年間だけ契約結婚することになる。ドンベクは偽装結婚の対価として「三つのお願い」をきいてくれるように頼む。
ところが結婚式の当日、ジスはガンモがチェ会長の新聞社の代表に就任することを知ってしまう。それはガンモとスヨンの結婚が近いことを意味していた。
偽装結婚に意味を見出せなくなったジスは結婚式場を抜け出し、ガンモとの思い出深いグアムに身を隠す。ジスはドンベクにだけ連絡し、駆けつけたドンベクに結婚をやめるつもりだと告げる。だが、打ちのめされて食事も取れなくなっているジスを見たドンベクは「一つ目のお願いです。一緒に食事をしましょう」と言う。ドンベクは、学生時代も郵便局員になってからも存在感がなかった自分だが、みんなに注目される今は楽しいと言い、偽装結婚するかしないかはジスに委ねる。しかし、「彼はまだ別れると言った訳ではない。あなたの愛はその程度なものなのか」ともジスに言う。ジスはガンモが自分の元に帰ってくることを信じて、偽装結婚することに決める。
ジスとドンベクがグアムにいると知ったガンモもまたグアムにやってくるが、ドンベクにはジスの先輩です、キム先輩と呼んで下さいと名乗る。ジスとドンベクはグアムの教会で結婚式を挙げ、ガンモは二人を撮影する役目を引き受けた。しかし、ふとしたきっかけでドンベクはキム先輩こそがガンモであると知ってしまう。
帰国後のドンベクはジスの自宅の２階で暮らすことになり、ジスはドンベクに「ここは舞台で、これからの生活は演技なのだ」と宣告する。しかし、一つ屋根の下で暮らすうちに二人には恋愛感情が芽生え、ジスにとってドンベクは「いないも同然」な存在から「必要不可欠な存在」になっていく。
ジスがガンモと付き合っていたことを知るジスの弟サンチョルは、冴えないドンベクとの結婚にもともと反対していたが、ジスとドンベクが交わした協議離婚契約書を偶然見つけ、これが偽装結婚だと知ってしまう。ジスがガンモに振り回されていることに憤り、事実をペク記者に伝えようとするサンチョルをドンベクは必死で止める。ドンベクのジスへの愛を知ったサンチョルは、考えを改め、この偽装結婚を本物にしようと画策する。
一方、ドンベクに好意を抱くようになったキョンエは、二人の結婚に疑いを抱いていたが、偽装だという証拠を偶然つかむ。だが、偽装結婚を黙っている代わりにキョンエが要求したのは、離婚ではなく自分を女優にすることだった。
キム議員からガンモとスヨンの結婚が間近だと告げられたドンベクはガンモに会い、「一緒に生活しているうちに、ジスを好きになった」と宣言する。ジスがガンモの結婚でショックを受けることを危惧したドンベクは、二つ目のお願いを使って「私を10回笑わせて下さい」と言う。ジスは自分が笑っていればドンベクも笑うことに気づく。ドンベクは「ジスさんは幸せになりたいでしょ。そのためにはいつも笑顔でいて下さい。いつも笑っていて下さい」と言って、ジスに自分の気持ちを告白する。
やがてジスはスヨンからガンモと結婚することを知らされる。ドンベクは「絶対的に悪いことなんて存在しないんだ」とジスを励ます。
ジスの母親は病気で失明し車椅子生活になり、国内の療養所で密かに暮らしていた。それを突き止めたペク記者は、何も知らない母親から選挙が終わったらジスとガンモは結婚するという話を聞き出し、ビデオに録画する。ジスやドンベクを傷つけたくはないペク記者はスヨンにビデオを見せて、すべての事情を明かす。ペク記者の狙い通り、スヨンはキム議員にガンモとの婚約破棄を告げ、市長選挙を辞退するよう要求する。
しかし、ガンモはスヨンとは自分から破談にしたとジスに嘘をつき、やり直そうと告げる。そんな資格はないと応えるジス。
ジスには考える時間が必要だと考えたドンベクは暫く実家に帰ることにする。ヨンギョンとの二人暮らしに戻ったジスは満たされない気持ちを抱いていた。玄関のベルが鳴って部屋を飛び出し、そこにいたガンモを見た時、ジスは自分が待っていたのはドンベクだと気づく。ジスはドンベクの実家に行き、ドンベクのプロポーズを受け入れる。
ガンモはキョンエを唆して、ドンベクとの不倫記事をでっち上げる。キョンエはジスとドンベクに、離婚しなければ偽装結婚をバラすと言い放つ。
もしも偽装結婚が世間にバレたらジスは韓国にはいられなくなるとヨンギョンに言われ、ドンベクはジスを守るために離婚を決心する。ドンベクの不倫のせいで離婚することになるためジスは拒絶するが、ドンベクは三つ目のお願いだからと押し切る。
しかし、二人の離婚は形式的なもので別れる気はないと知ったガンモは最後の悪あがきをする。ジスの母親のビデオをヨンギョンに見せて、「ペク記者に気づかれた、しばらくカナダに行ってくれ」と言う。
そこに休暇から帰ったペク記者がヨンギョンに会いにくる。ペク記者はみんなを傷つけないようにビデオをスヨンにだけ見せたこと、スヨンが市長選挙と結婚を破談にしたことをヨンギョンに告げる。ガンモが自分から破談にしたと信じ込まされていたヨンギョンは驚愕する。
離婚会見の前日にジスに別れの挨拶に来たキョンエは「カナダに行っても元気でいて下さい」とつい言ってしまう。カナダに行くことなど誰にも話していなかったジスは、全てがガンモの差し金だったことに気づく。
翌日の会見は、不倫ではなかったというキョンエの謝罪から始まる。ジスは「クさんは、人間関係は取引ではないこと、幸せになるには笑っていなければいけないと教えてくれました。絶対的に悪いことは存在しないことを悟らせてくれました」といい、女優人生を捨てる覚悟で偽装結婚であったことを詫び、「幸せになる方法がわかりました。クさんの側にいることです。そうすればずっと笑っていられそうです」と告げる。ジスは協議離婚契約書を破り捨てて、「私達は離婚しません」と締めくくる。
会見場に駆けつけたドンベクにジスは言う。「私達結婚します。こうなったのはあなたにも責任があるんだから、無条件で応じて下さい」という。半年前に聞いた科白だ。離婚という三つ目のお願いは果たせなかったわと言うジスに、ドンベクは「じゃあ、もう一度言います。ジスさん、僕のネクタイを引っ張って」。二人は熱いキスを交わす。

## 登場人物
登場人物は、個別に注釈がない場合は公式サイトに基づく:

### 主要人物
- ク・ドンベク：ファン・ジョンミン

33歳。本作品の主人公。ハン・ジスに憧れる平凡な郵便局員。
- ハン・ジス：キム・アジュン

28歳。人気女優でドンベクの憧れの人。ガンモとは大学時代からの付き合い。
- キム・ガンモ：チュ・サンウク

30歳。ジスの恋人。父ジョンウクの意向に逆らえず、スヨンと婚約する。
- チャ・ヨンギョン：チョン・ミソン

30歳。ジスのマネージャー。父親がガンモの家の運転手だったため、ガンモとも親しい。
- ク・ミンジ：イ・チョンア

27歳。ドンベクの妹。
- ハン・サンチョル：ペク・ソンヒョン

23歳。ジスの弟。留学先のオーストラリアから帰国後、ドンベクとジスの仲を応援する。

### 郵便局員
- ユン局長：ユン・ジュサン

50代。ドンベクとジスの関係を知り、彼らを機会あるごとに局の宣伝や実績作りに利用する。
- コ・チーム長：キム・グァンギュ

40代。ドンベクの上司。営業成績のよくないドンベクを嫌っていた。
- パク・キョンエ：ヨン・ミジュ

20代。男性局員の間で人気がある。ドンベクとジスの関係を知り、彼に関心を抱くようになる。
- チョ・ミョンジン：ホン・ジヨン

20代。キョンエとは高校時代からの付き合い。
- ユンソプ：ムン・ジェウォン

20代後半。ドンベクの後輩だが彼の事を嫌っている。
- テワン：カン・ヒス

20代後半。ユンソプと常に行動を共にしている。

### ドンベクとジス周辺
- キム・スンウン：イ・スヨン

27歳。ミンジの親友でドンベクの事が好き。
- キム・ソッキョン：キム・ヒョンギュ

ジスのマネージャー。ジスの頼みでミンジの店を手伝ったりもする。

### ガンモ周辺
- キム・ジョンウク：チョン・ドンファン

60代。ガンモの父親でソウル市長候補。自分の政治的野心のために他人を犠牲にすることをいとわない人物。
- キム補佐官：リュ・テホ

40代。ジョンウクを補佐官・秘書官として、あらゆる事柄について支援する。
- ペク記者：イ・ヘヨン

40代。セジュン日報の政治部記者。ドンベクとジスの偽装結婚にいち早く気づき、彼らをつけ狙う。
- チェ会長：チョ・サンゴン

60代。極東日報の社主。ジョンウクの後援者。
- チェ・スヨン：パク・ハソン

20代後半。美術館の学芸員でチェ会長のひとり娘。ガンモと婚約中。

## 韓国国外での放送

### 台湾
地上波テレビ局台湾電視公司にて、2009年7月20日より毎週月曜日から木曜日に放送された。『傻瓜』のタイトルが用いられた。全24話の独自話数にて放送されている。2010年3月10日より、CS局東森電視系チャンネル東森超視でも放送されている。

### 香港
CS局有線電視系チャンネル有線娯楽台にて、2009年8月30日より全25話で放送された。

### シンガポール
CS局星話娯家戯劇台にて、2010年8月14日より放送された。

### 日本
2010年9月20日から同年10月4日まで、地上波テレビ局フジテレビの関東ローカル枠（韓流α）にて放送された。その後同番組枠の人気作一挙放送スペシャルの一作品に選ばれ、2011年8月15日より再放送された。2010年9月からの放送では全11話、2011年の放送では全25話の形で放送されている。
フジテレビで放送されたバージョンには日本語吹替担当の声優として声優の鈴木成児や女優・歌手の高橋愛が参加。また脇役陣の吹き替えを専門学校アミューズメントメディア総合学院声優タレント科の学生たちが担当した。
ク・ドンベク: 鈴木成児
ハン・ジス: 高橋愛
キム・ガンモ:明智光紀
ク・ミンジ: 新田早規
チャ・ヨンギョン: 三宅亜依
ペク記者: 平本和寿樹
キム補佐官: 矢野正明
チェ・スヨン: 前川綾香
テワン: ランズベリー・アーサー
ユンソプ: 小林直人
ミョンジン: 岸野沙希
パク・キョンエ: 菊池望
キム・スンウン: 村上佳奈

### 中国
BS局湖南衛視にて、2010年11月26日から『偶然結婚』のタイトルで放送された。